# Видатні залізничники України
«Видатні́ залізнични́ки Украї́ни» — рейтинг, проведений у 2009 році.
Рейтинг проведено редакцією газети «Магістраль» з допомогою Укрзалізниці у два етапи для визначення лідера серед видатних залізничників України. Йшлося про кандидатури не лише сьогоднішнього дня, а і вчорашнього, тобто з початку появи залізничного транспорту на території сучасної України (1861).
До участі включалися лише ті особи, які вже померли.

## Підсумкова таблиця голосування
Вказані особа, роки життя, посада й кількість набраних голосів.
| 1.  | Кірпа Георгій Миколайович (1946—2004)         | Міністр транспорту та зв'язку України               | 84550 |
| 2.  | Вітте Сергій Юлійович (1849—1915)             | Керівник Південно-Західних залізниць                | 25905 |
| 3.  | Приклонський Віктор Васильович (1924—1981)    |                                                     | 25246 |
| 4.  | Пучко Олександр Олександрович (1934—2001)     | Начальник Південної залізниці                       | 19057 |
| 5.  | Конарєв Микола Семенович (1927—2007)          | Міністр шляхів сполучень СРСР                       | 18446 |
| 6.  | Олійник Борис Степанович (1934—1999)          | Начальник ПЗЗ                                       | 12417 |
| 7.  | Алімов Анатолій Андрійович (1926—2008)        | Начальник Придніпровської залізниці                 | 6633  |
| 8.  | Бобринський Володимир Олексійович (1824—1898) | Міністр шляхів сполучення Російської імперії        | 3079  |
| 9.  | Кривонос Петро Федорович (1910—1980)          | Начальник ПЗЗ                                       | 1901  |
| 10. | Верховцев Олександр Аполлонович (1839—1900)   | Керівник Катеринівської (Придніпровської) залізниці | 1628  |